# Dorothy Dandridge
Pour les articles homonymes, voir Dandridge (homonymie).
Dorothy Dandridge est une actrice et chanteuse américaine née le 9 novembre 1922 à Cleveland (Ohio) et morte le 8 septembre 1965 à West Hollywood (Californie). C'est la première actrice afro-américaine à s'être imposée à Hollywood[réf. nécessaire].

## Biographie

### Jeunesse et formation
Fille du pasteur Cyril Dandridge et de la comédienne Ruby Butler Dandridge, elle apprend à chanter et danser avec sa mère. Parallèlement, la jeune fille et sa sœur aînée, Vivian, se produisent, sous le nom des « Wonder Kids », dans des spectacles religieux dans des églises baptistes afro-américaines. Sillonnant les États-Unis, les deux sœurs sont toutes deux très vite repérées par un découvreur de talents de la Metro-Goldwyn-Mayer. En 1932, elles s’installent donc à Hollywood,,,,.

### Carrière
En 1934, les sœurs Dandridge sont rejointes par la jeune chanteuse Etta Jones. Ainsi reformé, le groupe se fait désormais appeler les Dandridge Sisters (en). En 1937, elles apparaissent dans le film It Can't Last Forever (en) aux côtés de Ralph Bellamy. La même année, Dorothy joue seule un petit rôle, dans Un jour aux courses des Marx Brothers, et se fait engager au célèbre Cotton Club. Le trio se reforme en 1939 pour présenter, au Central Theatre de Broadway, la comédie musicale Swingin' the Dream  produite par Erik Charell,,,,.
Dans les années 1940, Dorothy Dandridge prête sa voix à plusieurs courts métrages d’animation, et joue des rôles de complément dans plusieurs productions cinématographiques, parmi lesquelles : La Fille du péché (1941) avec John Wayne, Deux Nigauds cow-boys (1942) avec Bud Abbott et Lou Costello, Jordan le révolté (1942) avec Alan Ladd et Depuis ton départ (1944) avec Claudette Colbert. Artiste complète, elle chante également, toujours sur les scènes de Broadway, dans Meet the People (1940-1941), un spectacle musical de Danny Dare (en), ainsi que dans l’orchestre de Desi Arnaz,.
En 1950, Dorothy Dandridge revient au cinéma dans le rôle de Melmendi, la reine d’Ashuba, dans Tarzan's Peril (en) aux côtés de Lex Barker. Trois ans plus tard, elle joue pour la première fois le rôle principal d'un film dans La Route radieuse, où elle donne la réplique à Harry Belafonte, qui restera un ami fidèle. 
En 1954, elle décroche le rôle-titre de Carmen Jones, dirigé par Otto Preminger d'après l'opéra de Georges Bizet. Le film est un succès et, bien que ce ne soit pas elle qui chante dans le film (elle est doublée par la cantarice Marilyn Horne), son interprétation lui vaut une nomination aux Oscars. De ce fait, elle devient la première femme noire à devenir une star du cinéma américain[réf. nécessaire]. 
Elle confirme son talent dans Une île au soleil (1957) avec James Mason, dans la production franco-italienne Tamango avec Curd Jürgens et dans Porgy and Bess (1959) avec Sidney Poitier, toujours de Preminger, devenu entre-temps son amant,,,,.
Dans les années 1960, Dorothy tourne dans le film The Decks Ran Red (en) (1960) avec Trevor Howard. Elle joue enfin avec James Coburn dans The Murder Men (film) (en) 1961). En 1962, Christian-Jaque l’engage avec Alain Delon pour tourner un Marco Polo qui reste inachevé. Rencontrant de multiples déboires, tant sur le plan professionnel que personnel, elle décide de reprendre sa carrière de chanteuse,.
Le 8 septembre 1965, quelques jours avant son retour sur scène au Basin Street East (en) de New York, Dorothy Dandridge meurt à West Hollywood (Californie), à l'âge de 42 ans, des suites d’un accident vasculaire cérébral dû à une overdose de médicaments. On ne sait pas s'il s'agit d'un accident ou d'un suicide,. L'actrice était en effet ruinée, un article précisant qu'il ne lui restait que  2,14 $ en banque,,.
Elle est incinérée et ses cendres sont déposées dans l’alcôve no 32269 du Freedom Mausoleum, Columbarium of Victory, dans le Forest Lawn Memorial Park à Glendale (Californie).

### Vie privée
Dans sa jeunesse elle a été victime d'abus sexuels commis par Eloïse Matthews, l'amante de sa mère lesbienne,,.
Le 6 septembre 1942, Dorothy épouse Harold Nicholas (en), l'un des frères Nicholas, fameux danseurs de claquettes. En septembre 1943 naît leur fille Harolyn, qui se révèle autiste,,.

## Filmographie

### Cinéma
- 1935 : Teacher’s Beau (en) de Gus Meins : Dorothy
- 1936 : Symphonie burlesque (The Big Broadcast of 1936) de Norman Taurog : une des Dandridge Sisters
- 1936 : Easy to Take (en) de Glenn Tryon : une des Dandridge Sisters
- 1937 : It Can't Last Forever (en) de Hamilton MacFadden : une des Dandridge Sisters
- 1937 : Un jour aux courses (A Day at the Races) de Sam Wood : la chanteuse noire
- 1938 : Le Cavalier errant (Going places) de Ray Enright : une des Dandridge Sisters
- 1940 : Irene de Herbert Wilcox : une des Dandridge Sisters
- 1940 : Four Shall Die (en) de William Beaudine  Helen Fielding
- 1941 : La Fille du péché (Lady from Louisiana) de Bernard Vorhaus : Felice
- 1941 : Crépuscule (Sundown) de Henry Hathaway : la fiancée de Kipsang
- 1941 : Tu seras mon mari (Sun Valley Serenade) de H. Bruce Humberstone : la chanteuse
- 1941 : Sous le ciel de Polynésie (Bahama Passage) d'Edward H. Griffith : Thalia
- 1942 : Deux Nigauds cow-boys (Ride 'Em Cowboy) d'Arthur Lubin : une danseuse
- 1942 : Jordan le révolté (Lucky Jordan) de Frank Tuttle : la serveuse de Hollyhock School
- 1942 : La Jungle rugit (Drums of the Congo) de Christy Cabanne : la princesse Malimi
- 1943 : Hit Parade of 1943 d'Albert S. Rogell : la chanteuse du Count Basie Band
- 1943 : Happy Go Lucky (en) de Curtis Bernhardt : une showgirl
- 1944 : Depuis ton départ (Since you went away) de John Cromwell : la femme de l'officier dans la gare
- 1944 : Atlantic City de Ray McCarey : une chanteuse
- 1945 : Pillow to Post de Vincent Sherman : elle-même
- 1951 : Tarzan's Peril (en) de Byron Haskin : Melmendi, reine d'Ashuba
- 1951 : The Harlem Globetrotters (en) de Phil Brown : Ann Carpenter
- 1953 : La Route radieuse (Bright Road) de Gerald Mayer : Jane Richards
- 1954 : Carmen Jones d'Otto Preminger : Carmen Jones
- 1957 : Une île au soleil (Island in the Sun) de Robert Rossen : Margot Seaton
- 1958 : Tamango (La Rivolta dell’Esperanza) de John Berry : Aiché
- 1958 : The Decks Ran Red (en) d'Andrew L. Stone : Mahia
- 1959 : Porgy and Bess d'Otto Preminger : Bess
- 1960 : Moment of Danger (en) de László Benedek : Gianna

### Télévision
- 1962 : Les Barons de la pègre (Cain's Hundred (en)), épisode Blues for a Junkman : Norma Sherman[20]

## Distinctions

### Récompenses
- Étoile sur le Hollywood Walk of Fame inaugurée le 18 juillet 1983 face au 6719 Hollywood Boulevard[21]
- Laurel Awards 1960 : 4e place dans la catégorie « Meilleure interprétation musicale féminine » (« Top Female Musical Performance ») pour Porgy and Bess[22]

### Nominations
- Oscars 1955 : Meilleure actrice pour Carmen Jones[23]
- BAFTA Awards 1956 : Meilleure actrice pour Carmen Jones[24]
- Golden Globes 1960 : Meilleure actrice dans un film musical ou une comédie pour Porgy and Bess[25]

### Hommages
Un téléfilm et un documentaire lui ont été consacrés :
- Introducing Dorothy Dandridge (1999), téléfilm biographique de Martha Coolidge avec Halle Berry (Dorothy Dandridge) et Klaus Maria Brandauer (Otto Preminger).
- Dorothy Dandridge: An American Beauty (2003), documentaire américain de Ruth Adkins Robinson[26].

#### Autobiographie
- Dorothy Dandridge & Earl Conrad, Everything and Nothing: The Dorothy Dandridge Tragedy, HarperCollins Publishers (réimpr. 26 avril 2000) (1re éd. 31 décembre 1970) (ISBN 9780060956752, lire en ligne)

##### Notices dans des encyclopédies et manuels de références
- (en-US) Barbara C. Bigelow, Contemporary Black Biography, Volume 3, Detroit, Michigan, Gale Research, 14 octobre 1992, 287 p. (ISBN 9780810385559, lire en ligne), p. 43-46.
- (en-US) Jennifer Mossman (dir.), Reference library of American women, volume 1 : A-F, Farmington Hills, Michigan, Gale Research, 1999, 236 p. (ISBN 9780787638658, lire en ligne), p. 163-165.
- (en-US) Anne Commire (dir.), Women in World History, Volume 4: Cole-Dzer, Waterford, Connecticut, Yorkin Publications /  Gale Cengage, 16 décembre 1999, 920 p. (ISBN 9780787640637, lire en ligne), p. 295-300.
- (en-US) Tom Pendergast & Sara Pendergast, International Dictionary of Films and Filmmakers - Actors and Actresses, Detroit, Michigan, St. James Press, 12 décembre 2000, 1619 p. (ISBN 9781558624528, lire en ligne), p. 312-314.
- (en-US) Colin A. Palmer (dir.), Encyclopedia of African-American Culture and History, volume 2 : C-F, Detroit, Michigan, MacMillan Reference Library, 22 décembre 2005, 899 p. (ISBN 9780028658223, lire en ligne), p. 578-579
- (en-US) Paul Finkelman (dir.), Encyclopedia of African American History, 1896 to the Present, volume 2 : D-I, New York, Oxford University Press, USA, 2 février 2009, 541 p. (ISBN 9780195167795, lire en ligne), p. 11-12
- (en-US) Steven Otfinoski (dir.), African Americans in the Performing Arts, New York, Facts On File, 1er avril 2010, 283 p. (ISBN 9780816078387, lire en ligne), p. 51-53
- (en-US) Carl L. Bankston III (dir.), Great Lives from History: African Americans, Publisher Pasadena, Californie, Salem Press, 31 août 2011, 712 p. (ISBN 9781587657474, lire en ligne), p. 442-444
- (en-US) Thomas Riggs (dir.), St. James Encyclopedia of Popular Culture, Volume 2: Cre-H, Detroit, Michigan, St. James Press, 1er mai 2013, 753 p. (ISBN 9781558628496, lire en ligne), p. 46

#### Essais
- (en-US) Earl Mills, Dorothy Dandridge, an Intimate Biography, Los Angeles, Holloway House, 1er juillet 1997, 244 p. (ISBN 9780870678998, lire en ligne),
- (en-US) Donald Bogle, Dorothy Dandridge, Amistad (réimpr. 2021) (1re éd. 1997), 678 p. (ISBN 9780063079328, lire en ligne)[1],[2]

- (en-US) Deann Herringshaw, Dorothy Dandridge: Singer & Actress, Edina, Minnesota, Abdo Publishing Company, 1er janvier 2011, 120 p. (ISBN 9781617147791, lire en ligne)

1. ↑  (en-US) Michelle L. McClure, « Reviewed Work: Dorothy Dandridge: A Biography by Donald Bogle », Black Camera, Vol. 14, No. 2,‎ hiver 1999, p. 7 (1 page) (lire en ligne )
2. ↑  (en-US) Ed Guerrero, « Reviewed Work: Dorothy Dandridge: A Biography by Donald Bogle », Cinéaste, Vol. 23, No. 4,‎ 1998, p. 60-61 (2 pages) (lire en ligne )

#### Articles
- (en-US) Tiffany Gilbert, « American Iconoclast: Carmen Jones and the Revolutionary Divadom of Dorothy Dandridge », Women's Studies Quarterly, Vol. 33, No. 3/4,‎ hiver 2005, p. 234-249 (16 pages) (lire en ligne )